# 欧特里沃堡
欧特里沃堡（法語：La Ferté-Hauterive，法語發音：[la fɛʁte otʁiv]）是法国阿列省的一个市镇，位于该省中部，阿列河右岸，属于穆兰区。

## 地理
欧特里沃堡（46°23'48"N, 3°20'25"E）面积18.88 平方千米，位于法国奥弗涅-罗讷-阿尔卑斯大区阿列省，该省份为法国中部省份，北起涅夫勒省、西北接谢尔省，西南至克勒兹省，南至多姆山省，东南临卢瓦尔省，东临索恩-卢瓦尔省。
与欧特里沃堡接壤的市镇（或旧市镇、城区）包括：阿列河畔贝赛、沙泰勒德讷夫尔、孔蒂尼、阿列河畔莫内泰、圣热朗德沃、圣卢、舍米伊。

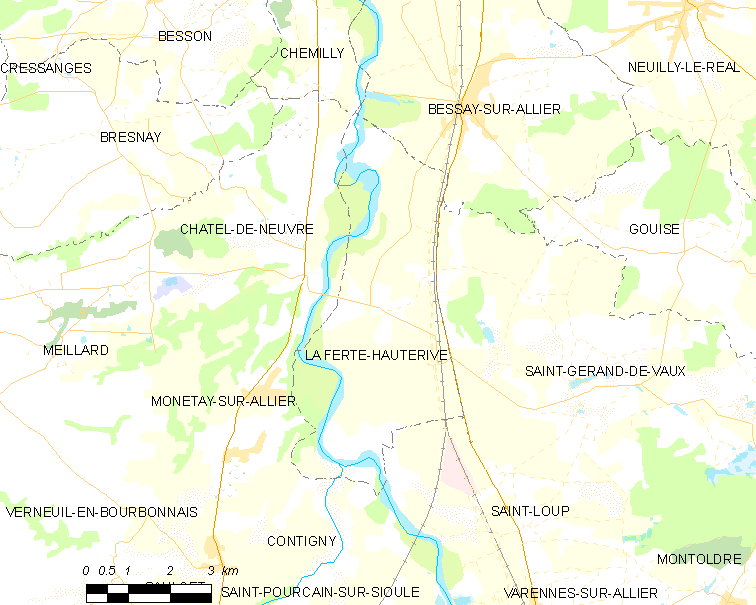
欧特里沃堡的OSM定位图

欧特里沃堡的时区为UTC+01:00、UTC+02:00（夏令时）。

## 行政
欧特里沃堡的邮政编码为03340，INSEE市镇编码为03114。

## 政治
欧特里沃堡所属的省级选区为穆兰第二县。

## 人口

1962-2008年间欧特里沃堡人口变化图示

欧特里沃堡于2022年1月1日时的人口数量为260人。